# O Quinto dos Infernos

O Quinto dos Infernos est une mini-série brésilienne en 48 épisodes produite et diffusée par Rede Globo entre le 8 janvier 2002 et le 29 mars 2002. Elle a été écrite par Carlos Lombardi, Margareth Boury et Tiago Santiago, avec la collaboration de Wolf Maya, et dirigée par Marco Rodrigo et Edgard Miranda.